# Гелотофилия
Гелотофилия (др.-греч. γέλως — «смех», и др.-греч. φιλία — «любовь») — склонность выставлять себя объектом насмешек. Гелотофилы — люди, которые активно ищут и создают ситуации, в которых другие могут над ними посмеяться, и получают удовольствие от этих ситуаций. Они не смущаются, когда рассказывают о неловких вещах, которые с ними произошли из-за того, что другие смеются над ними. Гелотофилы откровенно говорят о несчастьях и счастьях, но также и о ситуациях, в которых они поступили глупо или произвели что-то невольно смешное. Как правило, они не возражали бы, если бы их снимали на камеру, когда с ними происходило что-то смешное (хотя и потенциально неловкое), и это было бы отправлено в телепрограмму, которая показывает такие клипы, или если бы это было загружено на интернет-ресурсы, такие как YouTube.
Эмпирическое изучение гелотофилии началось в 2009 году, когда была опубликована первая научная статья по этой теме в журнале  Humor: International Journal of Humor Research. Наряду с гелотофобией и катагеластицизмом, её можно измерить с помощью опросника, состоящего из 45 вопросов (PhoPhiKat-45; PhoPhiKat-30 — краткая форма, состоящая из 30 вопросов). Этот инструмент использовался в различных исследованиях и признаётся надёжным в профессиональном сообществе.
Гелотофобия, гелотофилия и катагеластицизм описывают три разных отношения к смеху и насмешкам. Эмпирические исследования с PhoPhiKat-45 показывают, что люди не могут быть гелотофобами и гелотофилами одновременно. В то же время имеется подгруппа гелотофобов, которым нравится смеяться над другими, несмотря на то, что они знают, насколько это может быть вредно. Наконец, гелотофилия и катагеластицизм положительно связаны; то есть те, кому нравится, когда над ними смеются, могут также получать удовольствие от смеха над другими.